# Meridiano 156 W
O meridiano 156 W é um meridiano que, partindo do Polo Norte, atravessa o Oceano Ártico, América do Norte, Oceano Pacífico, Oceano Antártico, Antártida e chega ao Polo Sul. Forma um círculo máximo com o Meridiano 24 E.
Começando no Polo Norte, o meridiano 156º Oeste tem os seguintes cruzamentos:
| País, território ou mar | Notas                                                   |
| ----------------------- | ------------------------------------------------------- |
| Oceano Ártico           |                                                         |
| Estados Unidos          | Alasca                                                  |
| Oceano Pacífico         | Passa a oeste da Ilha Tchirikov, Alasca, Estados Unidos |
| Estados Unidos          | Ilha Maui, Havai                                        |
| Oceano Pacífico         | Canal ʻAlenuihāhā                                       |
| Estados Unidos          | Ilha Havai, Havai                                       |
| Oceano Pacífico         | Passa a oeste da Ilha Starbuck, Kiribati                |
| Oceano Antártico        |                                                         |
| Antártida               | Dependência de Ross, reivindicada pela Nova Zelândia    |